# Muzejska zbirka vojaških predmetov avstro-ogrskega obdobja
Muzejska zbirka vojaških predmetov avstro-ogrskega obdobja je zasebni muzej v Slovenskih Konjicah.

## Ustanovitev zbirke
Zanimanje nad starinami in vojaškimi predmeti iz obdobja Avstro-Ogrske monarhije sta spremljala ustanovitelja zbirke že iz otroštva, ko je neizmerno rad raziskoval stare hiše in podstrešja. Pri tem se je srečal tudi s predmeti, povezanimi predvsem z lokalno zgodovino ter prvo svetovno vojno, hkrati pa je spoznaval usodo tistih štajerskih mladeničev, ki so bili vpoklicani v znameniti Celjski 87. pehotni polk in so se v enajsti soški bitki  na gori Škabrijel junaško borili  proti Italijanom. Pri svojih iskanjih je navezal stike tudi z drugimi zbiralci antikvitet ter militarij, ter z menjavo in nakupi ustvaril dokaj obsežno zbirko.
Porodila se mu je zamisel o ureditvi zasebne muzejske zbirke (po vzgledu nekaterih drugih zbiralcev militarij v Posočju), ki ne bi bila zaprtega tipa in namenjena zgolj zbiralcem, temveč bi bila javnosti odprta za oglede in bi kot taka pričevala o lokalni zgodovini, hkrati pa bi opominjala tudi na tragiko prve svetovne vojne. 
Tako je leta 2004
svojo zbirko predstavil javnosti v pritličnih prostorih domače hiše, ki pa jih je kasneje še preuredil ter naredil dostopnejše tudi invalidom ter gibalno oviranim.

## Lokacija
Zbirka je predstavljena v pritličnih prostorih stanovanjske hiše družine Vrečkovih, na Starem trgu v Slovenskih Konjicah, nasproti župnijske cerkve. 

### Ureditev
Muzejska zbirka je urejena po vsebinskih sklopih, glede na namen in pomen razstavljenih predmetov. Obsega tako starine, ki pričujejo o preteklosti Slovenskih Konjic, zanimive in unikatne uporabne predmete iz obdobja Avstro-Ogrske, militarije, opremo in orožje iz časa prve svetovne vojne, predmete, ki so jih vojaki izdelali sami, del zbirke pa je posvečen tudi železnici in še posebej ozkotirni železniški progi Poljčane–Slovenske Konjice–Zreče.

## Galerija

### Obdobje prve svetovne vojne
- Bajonet četovodje celjskega 87. pehotnega polka

### Del lokalnih zbirk
- Sokolski simboli in gradiva

- Železničarske uniforme JŽ
- Spomini na »konjiški vlak«

## Druge naloge
Dodatne aktivnosti lastnika zasebne zbirke so:
- preučevanje in ohranjanje zapuščine prve svetovne vojne;
- zbiranje, evidentiranje, vzdrževanje in hranjenje zgodovinskih predmetov;
- pridobivanje antikvitet in militarij, povezanih z lokalno zgodovino.

Ustanovitelj muzejske zbirke pri teh svojih  dejavnostih aktivno sodeluje z Zgodovinskim društvom Slovenske Konjice, z zgodovinarji, drugimi zbiralci zgodovinskih predmetov, ter poznavalci zgodovine Slovenskih Konjic in okolice.

## Spletna skupina
V prvih 16-ih letih delovanja se je Muzejska zbirka vojaških predmetov avstro-ogrskega obdobja v Slovenskih Konjicah prelevila v dokaj obsežno in bogato zbirko muzealij in starin. Na spletnem družbenem omrežju Facebook deluje tudi skupina, katere člani si izmenjujejo fotografije in informacije o zgodovini Slovenskih Konjic. Namen skupine je spletno informiranje v zvezi s prvo svetovno vojno, pa tudi obveščanje o prihodnjih dogodkih v prostorih muzejske zbirke, o sejmih zbirateljev militarij, o strokovnih srečanjih, gostih ipd.